# ذا برلين وول
ذا برلين وول (بالإنجليزية: The Berlin Wall)، هي لعبة فيديو يابانية من نوع ألغاز، وهي من تطوير كانيكو وإنتر ستيت، ومن نشر شركة كانيكو، صدرت اللعبة في الأسواق سنة 1991، وتعمل على منصتي جيم جير وآركيد.